# Elisabeth Ellison-Kramer
Elisabeth Ellison-Kramer, avstrijska diplomatka; * 12. september 1964, Dunaj.
Je trenutna veleposlanica Republike Avstrije v Republiki Sloveniji.